# Бологовская дистанция энергоснабжения
Бологовская дистанция электрификации и энергоснабжения (ЭЧ-2) — структурное подразделение Октябрьской дирекции инфраструктуры — структурного подразделения Центральной дирекции инфраструктуры — филиала ОАО «Российские железные дороги».

## Общие сведения
Дистанция образована в июле 1960 году в связи с электрификацией участка Калинин — Малая Вишера. До этого времени существовали отдельные хозрасчётные электростанции на станциях Бологое и Медведево, а также несколько более мелких. Первым начальником дистанции стал Н. Нечаев. В 2002 году коллективом дистанции была произведена комплексная реконструкция вверенного участка главного хода Октябрьской железной дороги. В 2011 году на основании приказа № 36/Ц от 2 мая 2012 года, дистанция вошла в состав Октябрьской дирекции инфраструктуры. Дистанция обслуживает участки: Окуловка (исключит.) — Академическая (включит.), Угловка — Боровичи, Валдай (искличит.) — Сонково — Калязин Пост — Савёлово (вкл.), Сонково — Овинище-II (включит.) — Весьегонск, Калязин Пост — Углич, Бологое Московское — Скворцово, все ветви Бологовского узла. В ведении дистанции находятся более 300 километров контактной сети, 1000 километров высоковольтных воздушных линий, 8 тяговых подстанций, 4 сетевых района.
Тяговые подстанции дистанции:
ЭЧЭ-1 Бологое — 40 000 кВА
ЭЧЭ-2 Алёшинка — 25 000 кВА
ЭЧЭ-3 Угловка — 55 640 кВА
ЭЧЭ-4 Хмелёвка — 40 000 кВА
ЭЧЭ-5 Яблоновка — 40 000 кВА
ЭЧЭ-6 Бочановка — 40 000 кВА
ЭЧЭ-9 Поплавенец — 20 000 кВА
ЭЧЭ-13 Академическая — 25 000 кВА
Районы контактной сети:
ЭЧК-1 Бологое
ЭЧК-2 Алёшинка
ЭЧК-3
ЭЧК-4
Коллектив дистанции насчитывает около 220 человек. Начальник дистанции — Арсеньев Николай Иванович. Коллектив дистанции неоднократно становился победителем дорожного и отраслевого соревнований. Средняя балльность по дистанции снижена до 2,1 на километр, что является лучшим показателем на Российских железных дорогах.